# Pannerdens-Kanal

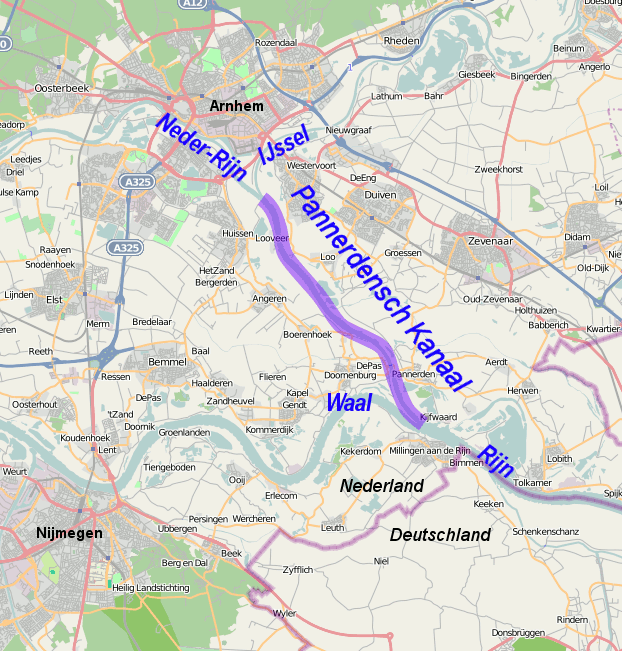
Verlauf des Pannerdens-Kanals

Der Pannerdens-Kanal (niederländisch Pannerdensch Kanaal) ist ein 135 Meter breiter Schifffahrtsweg in den Niederlanden, der Anfang des 18. Jahrhunderts angelegt wurde, nachdem der obere Nederrijn nicht mehr ausreichend schiffbar geworden war. Mit Hilfe dieses Kanals wurde die wasserreich gebliebene Waal, in die und den Nederrijn sich der Rhein an der Grenze zu Deutschland geteilt hatte, mit dem mittleren Nederrjn verbunden und die Schifffahrt nach Arnheim und in den Westen und Norden der Niederlande wieder ermöglicht. Durch den Kanal fließt heute etwa 1/3 des Rhein-Wassers. Infolge der nachträglichen Ufer-Gestaltung sind die Merkmale einer künstlichen Struktur inzwischen nicht mehr erkennbar.
Für die Wasserwirtschaft der Niederlande ist der Pannerdens-Kanal von entscheidender Bedeutung, denn er ist ein wichtiges Glied der Wasserführung in den Mündungsarmen des Rheins. Bei Pannerden gegenüber von Millingen zweigt der Kanal am Ende des Boven-Rijn (heutiger Name des ursprünglichen Anfangsteils der Waal) in Richtung Nordwesten ab und geht nach sechs Kilometern in den Nederrijn über. Der größere Teil des Rheinwassers (2/3) fließt jedoch in der Waal (die heute erst ab hier so heißt) direkt zum Rhein-Maas-Delta und in die Nordsee.

## Vorgeschichte

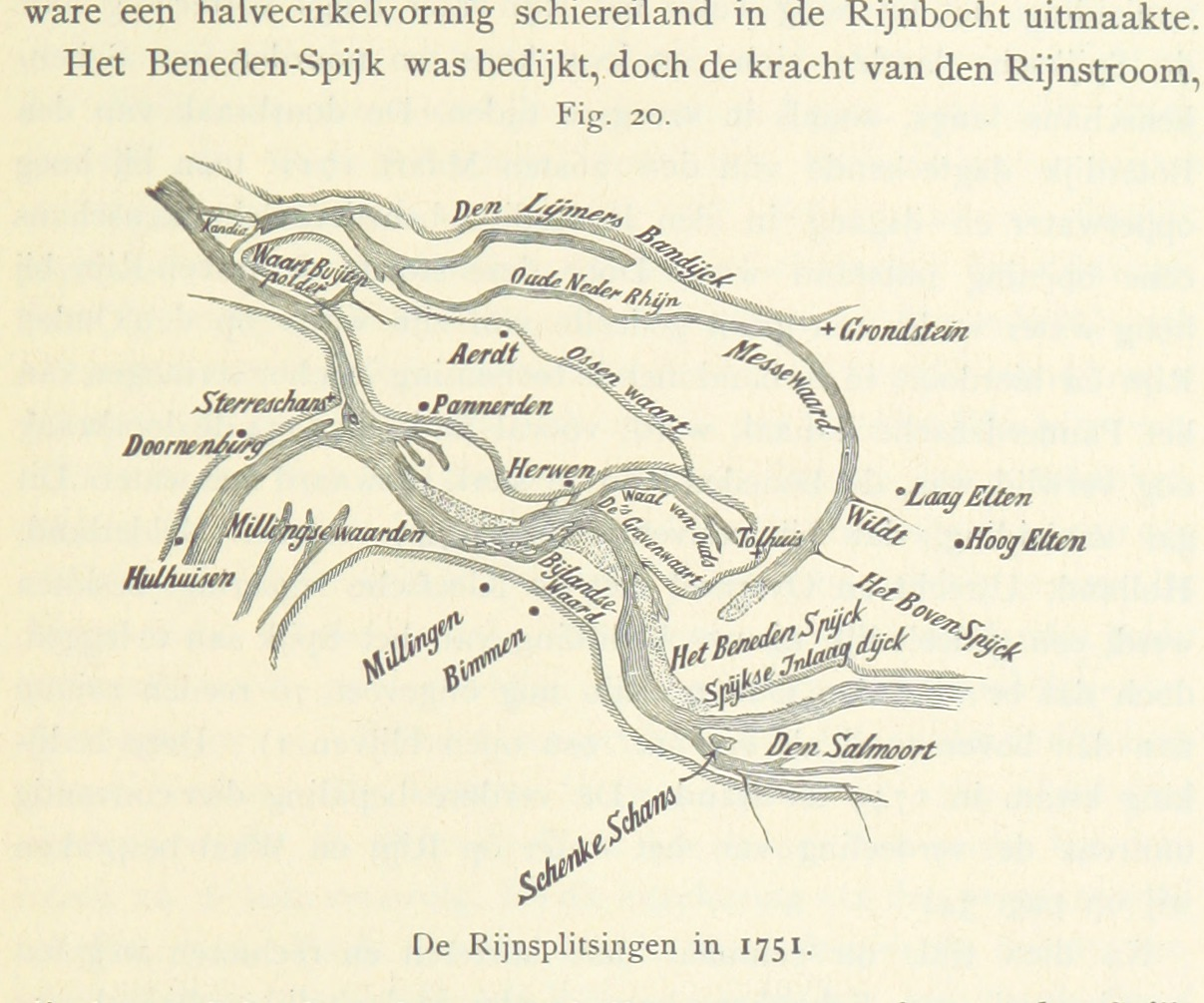
Der Boven-Rijn 1751 mit den Gabelungen alt und neu

Die Zweite Elisabethenflut hatte 1421 das Rhein-Maas-Delta verändert und den Lauf der Waal stark verkürzt, wodurch dieser vermehrt Wasser des Rheins abführte. Die Rheinhochwasser veränderten regelmäßig das Flussbett, das durch viele Mäander geprägt war. Dadurch lag im 16. Jahrhundert der Teilungspunkt von Waal und Nederrijn weiter östlich als heute. Bei der Ortschaft Schenkenschanz zweigte in einem großen Bogen der Nederrijn nach Norden ab und schlängelte sich anschließend durch die Region Liemers in Richtung Arnheim. Die Waal floss unterhalb von Schenkenschanz als Boven-Waal weiter in Richtung Westen.
An der Gabelung hatten sich viele Inseln und Sandbänke gebildet, die es dem Heer von König Ludwig XIV ermöglichten, den Fluss für einen Angriff 1672 zu überqueren. Dadurch wurde der Regierung der Republik der Sieben Vereinigten Provinzen der Niederlande bewusst, dass Feinde an der Ostgrenze zwischen Pannerden und Huissen ungehindert in die wichtigen westlichen Provinzen vorstoßen könnten. Der niederländische Festungsbauer Menno van Coehoorn schlug daher vor, westlich von Pannerden einen Verteidigungswall mit einem Wallgraben anzulegen, der breit und tief genug sein sollte, um einen Feind abzuwehren. Es dauerte aber noch bis zum Spanischen Erbfolgekrieg (1701–1714), bis das Projekt aufgrund der Bedrohungslage umgesetzt wurde. Die ab 1701 angelegte Wallanlage von rund fünf Kilometer Länge erhielt auf der Ostseite einen Wassergraben von 45 Meter Breite und 2,5 Meter Tiefe, der isoliert und ohne Verbindung zu den benachbarten Gewässern Waal und Nederrijn war.

## Ausbau zum Kanal

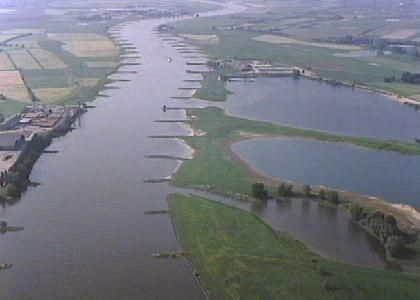
Pannerdens-Kanal mit Zulauf De Keel/Oude Rijn, rechts unten

Nachdem am Ende des 17. Jahrhunderts über den Nederrijn nur noch ein Zehntel des Rheinwassers nach Arnheim und in die nördlich liegenden Provinzen gelangt war, war die Schifffahrt so stark behindert, dass sie im Sommer eingestellt werden musste. Deshalb forderten 1702 die Provinzen Utrecht, Gelderland und Overijssel, den Wallgraben für eine verbesserte Wasserzufuhr an beiden Endpunkten zu öffnen und gleichzeitig für die Schifffahrt auszubauen. Dagegen wehrten sich die Waal-Städte Nijmegen, Tiel und Dordrecht, weil sie einen Rückgang ihrer Einnahmen befürchteten. Da zu der Zeit solche Angelegenheiten in der Gemeinschaft der Sieben Provinzen einvernehmlich geregelt werden mussten, dauerte es vier Jahre bis eine Einigung erzielt wurde. Ab 1707 stand der ausgebaute Graben mit Verbreiterung auf 90 Meter zur Verfügung, der neben seiner militärischen Funktion auch tief genug für die Schifffahrt war.
Für die Anbindung an den Boven-Waal musste der Deich südwestlich von Pannerden geöffnet werden. An seinem Nordende bei Angeren lief der ausgebaute Kanal in das Flussbett des von Osten zulaufenden Nederrijn über. Die Verkürzung der Fließstrecke des Nederrijn erzeugte im Kanal ein größeres Gefälle mit erhöhten Fließgeschwindigkeiten, sodass sich an der nicht besonders ausgeformten Ausleitungsstelle Auskolkungen und Sandbänke bildeten. In der Folge verbreiterte sich die Öffnung und ließ besonders bei Hochwasser deutlich mehr Wasser zum Nederrijn strömen. Dies hatte enorme Auswirkungen bis nach Südholland und brachte durch Deichbrüche und Überschwemmungen den Wasserhaushalt der Niederlande aus dem Gleichgewicht.
Ein großer Deichbruch 1769 bei Huissen, damals eine Enklave Preußens, führte zu einer katastrophalen Situation mit weiteren Deichbrüchen im Unterlauf des Nederrijns. Die Weigerung Preußens zur Wiederherstellung des Deichs führte zum Konflikt. Nach langen Verhandlungen konnte 1771 in Arnheim ein Vertrag zwischen Preußen und den Niederlanden geschlossen werden, in dem die Schadensregelungen und weitere Flussausbaumaßnahmen beschlossen wurden. Darin enthalten ist die bis heute geltende Abflussverteilung:
Etwa 2/3 des Rheinwassers erhält die Waal, der Rest läuft in den Pannerdens-Kanal.

## Pannerdense Kop

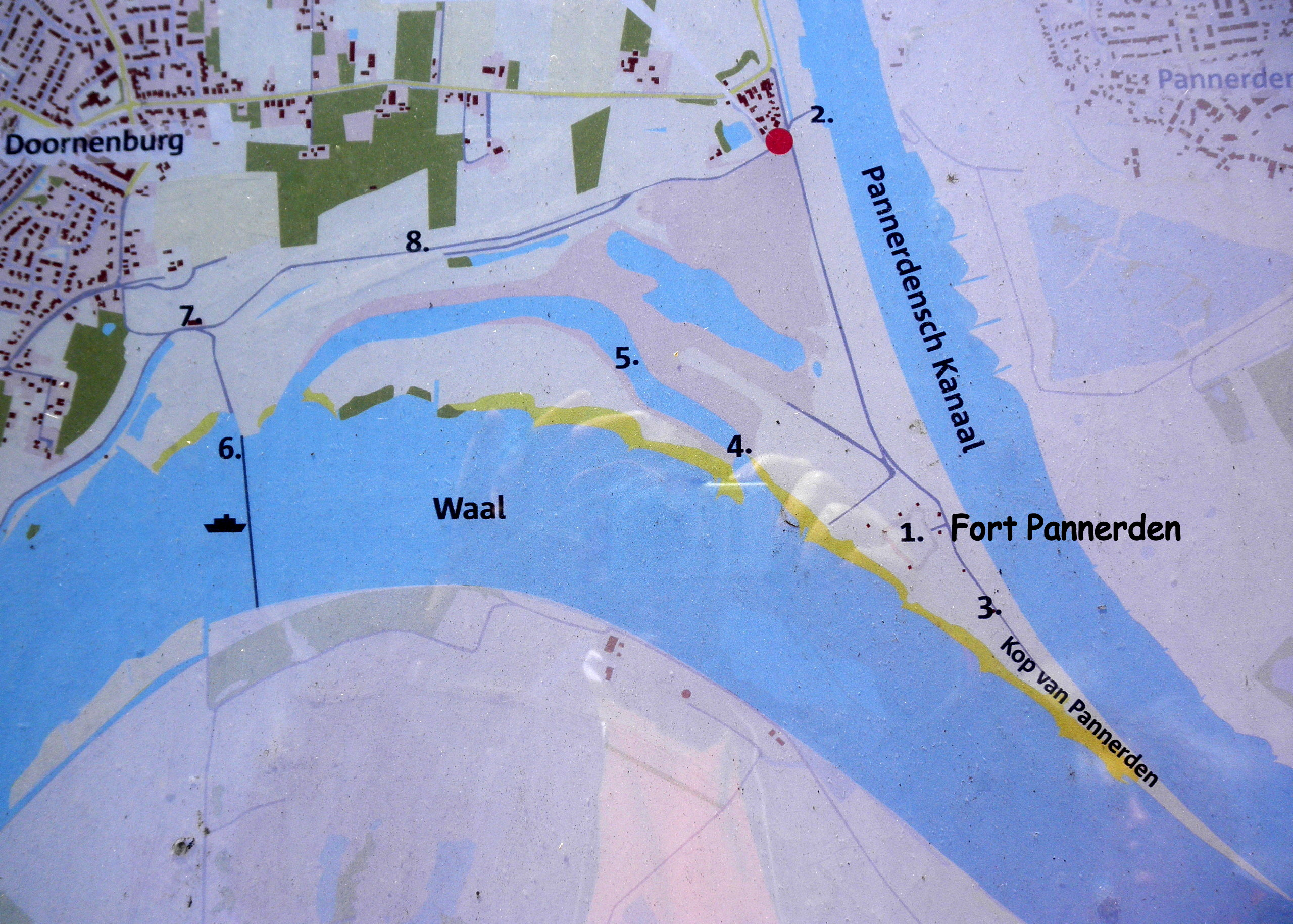

Der vereinbarte Ausbau im Vertrag von 1771 sah die Begradigung des damaligen Boven-Waal zwischen Tolkamer und dem Beginn des Pannerdens-Kanal vor. Damit sollte die Anströmung des Verzweigungspunktes verbessert werden, um die Aufteilung in die Teilströme besser regulieren und kontrollieren zu können. Die zwischen 1773 und 1776 ausgeführten Arbeiten zum Bijlands Kanal trennten dadurch das nördlich gelegene Überschwemmungsgebiet der Bijlandschen Waard ab.
An der Ausleitungsstelle der Waal in den Pannerdens-Kanal hatte man eine vorhandene Buhne am Nordufer bestehen lassen, hinter der sich im Linksbogen eine seitliche Sandbank bildete. Mit der Zeit vergrößerte sich diese und entwickelte sich zur Nicolaaswaard. Die sich bildende Landzunge wurde in Richtung des Bijlands-Kanal ausgebaut und 1784 durch eine gerade Mittelwand gesichert. Seit 1798 besitzt die Landzunge ihre heutige Gestalt. Am südöstlichen Ende markiert am Pannerdense Kop eine Bake die Trennstelle für die Schifffahrt und warnt vor der Gefahrenstelle. Dadurch ist heute der Pannerdens-Kanal der Ursprung des Nederrijn und gleichzeitig einer der Anfangspunkte der Mündungsarme im Rhein-Maas-Delta.
Auf der Landzunge zwischen Waal und Kanal, die heute als Klompenwaard bezeichnet wird, errichteten die Niederlande zwischen 1869 und 1872 das Fort Pannerden. Es sollte die strategisch wichtige Stelle zur Landesverteidigung und Wasserversorgung der niederländischen Wasserlinien sicherstellen und eine mögliche Abdämmung des Pannerdens-Kanal verhindern.

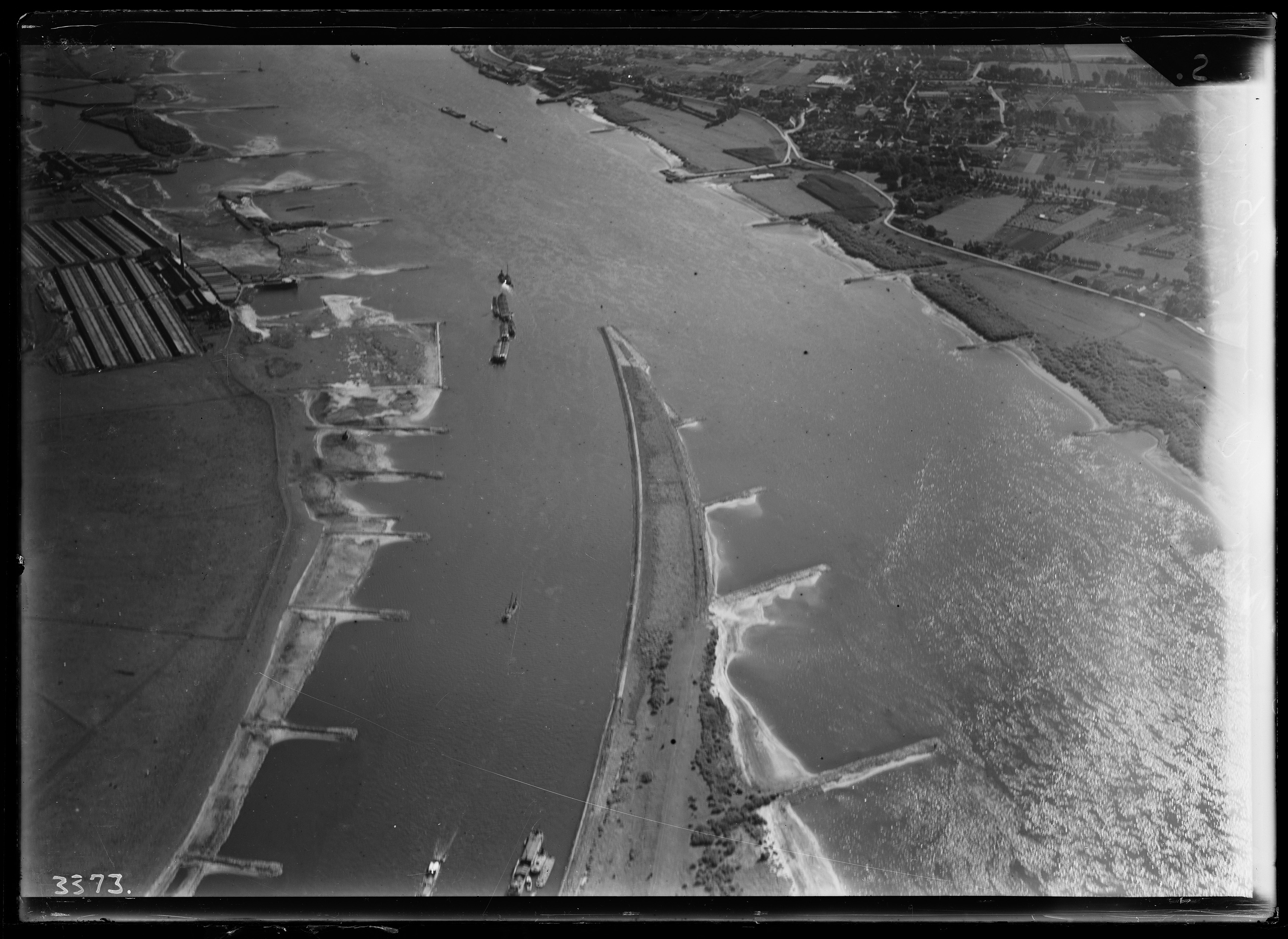
Luftbild 1940
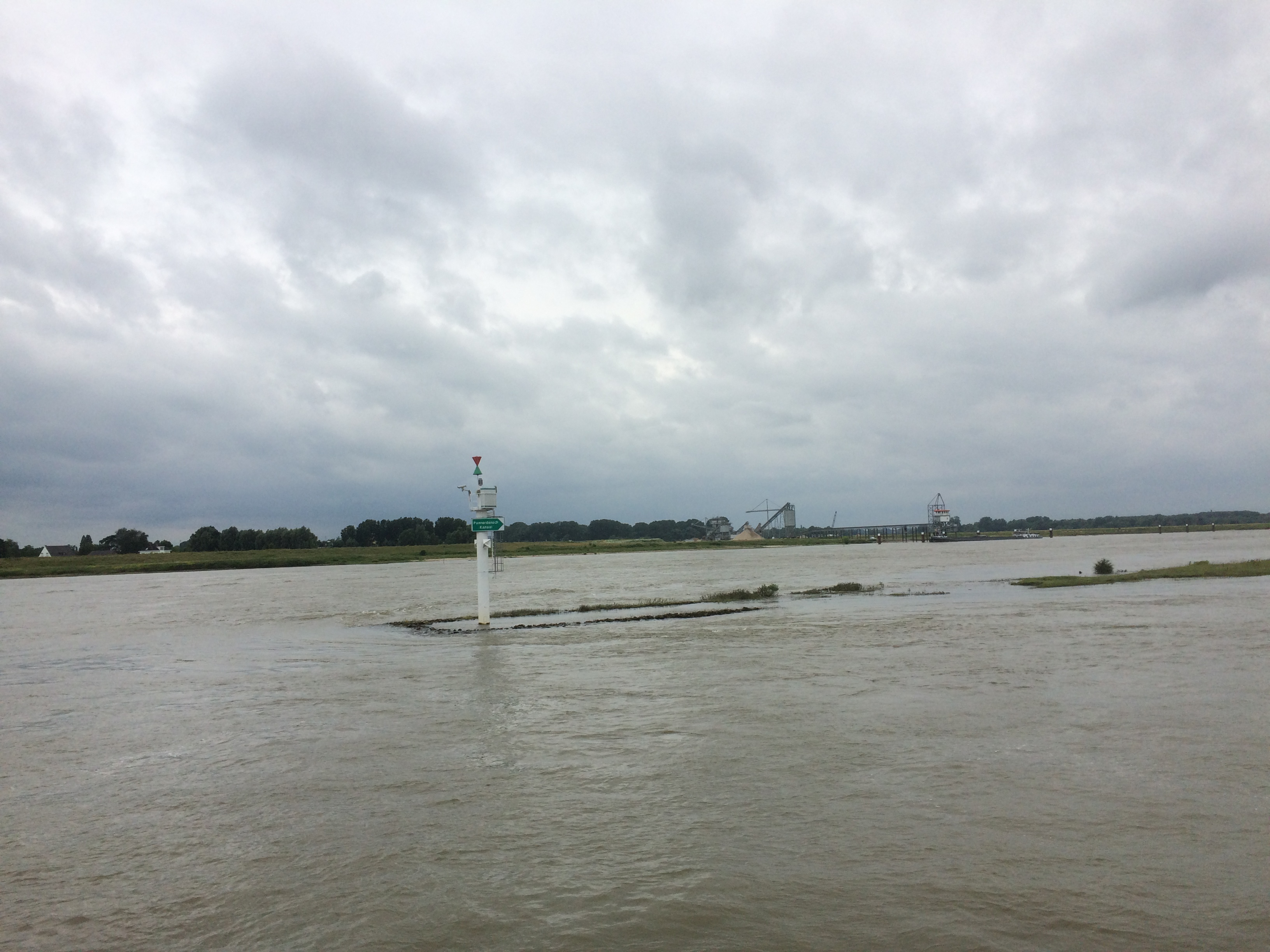
Bake auf dem Pannerdense Kop
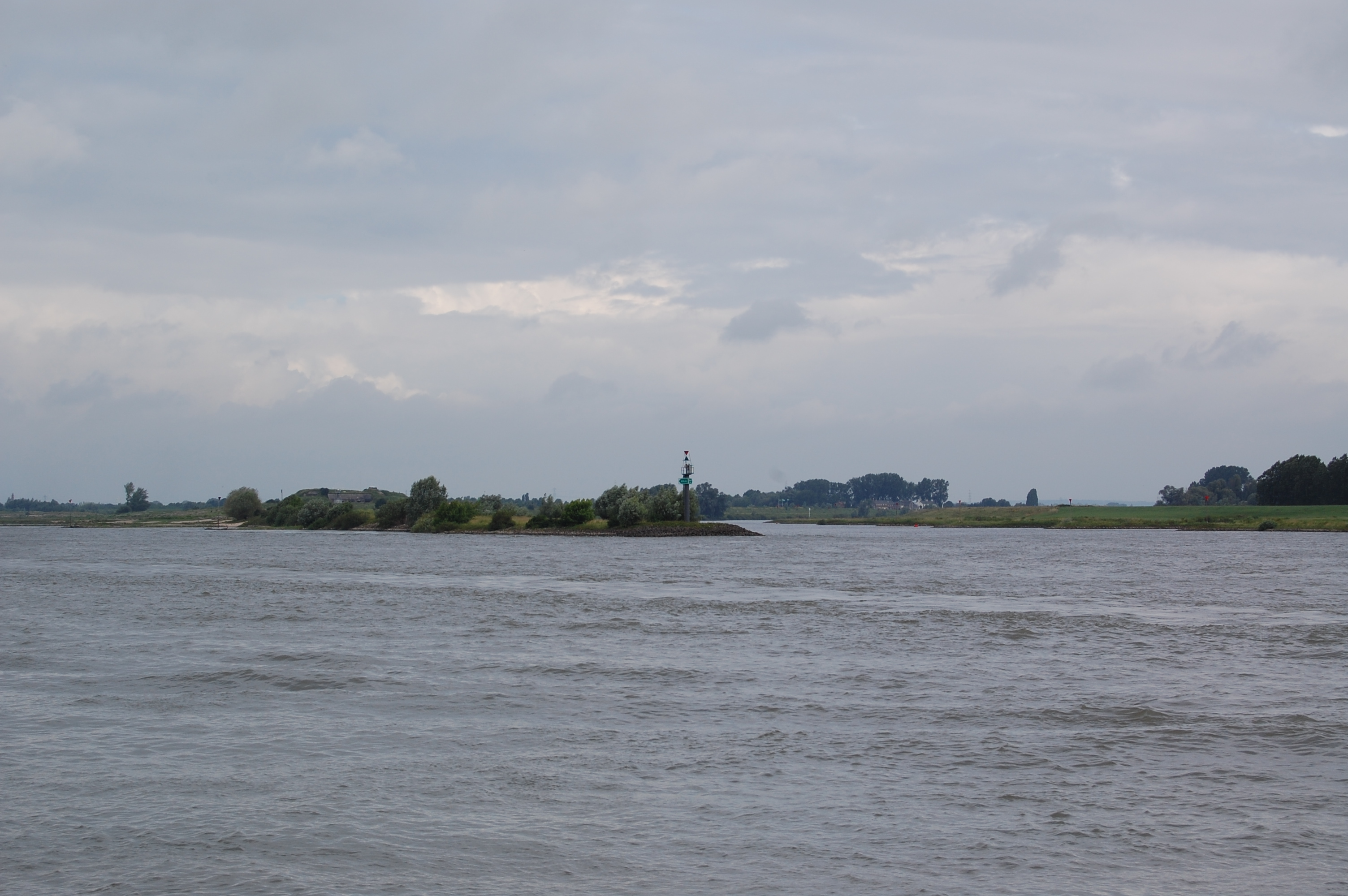
Blick von Millingen auf den Pannerdense Kop
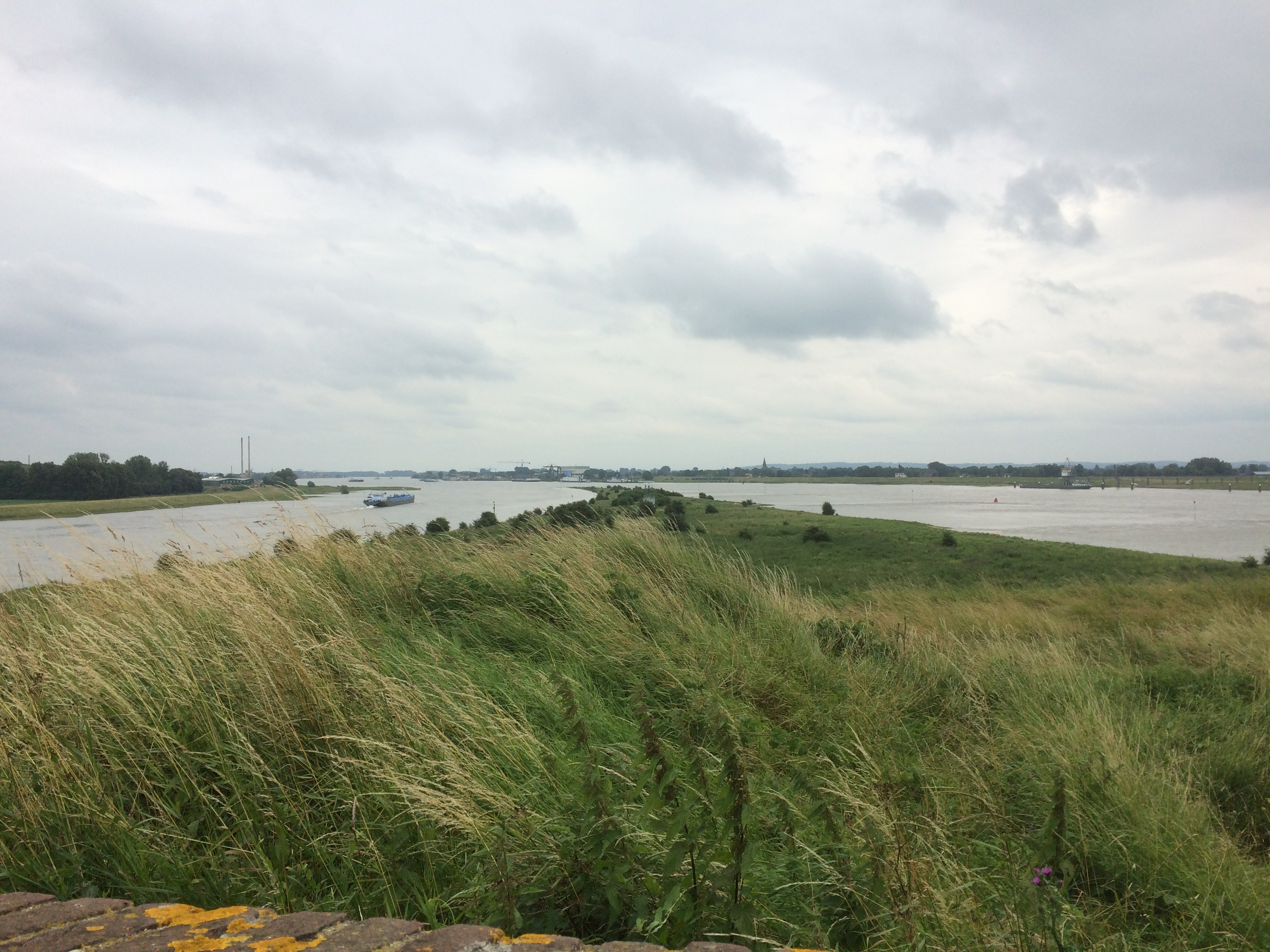
Blick auf den Pannerdense Kop vom Fort Pannerden
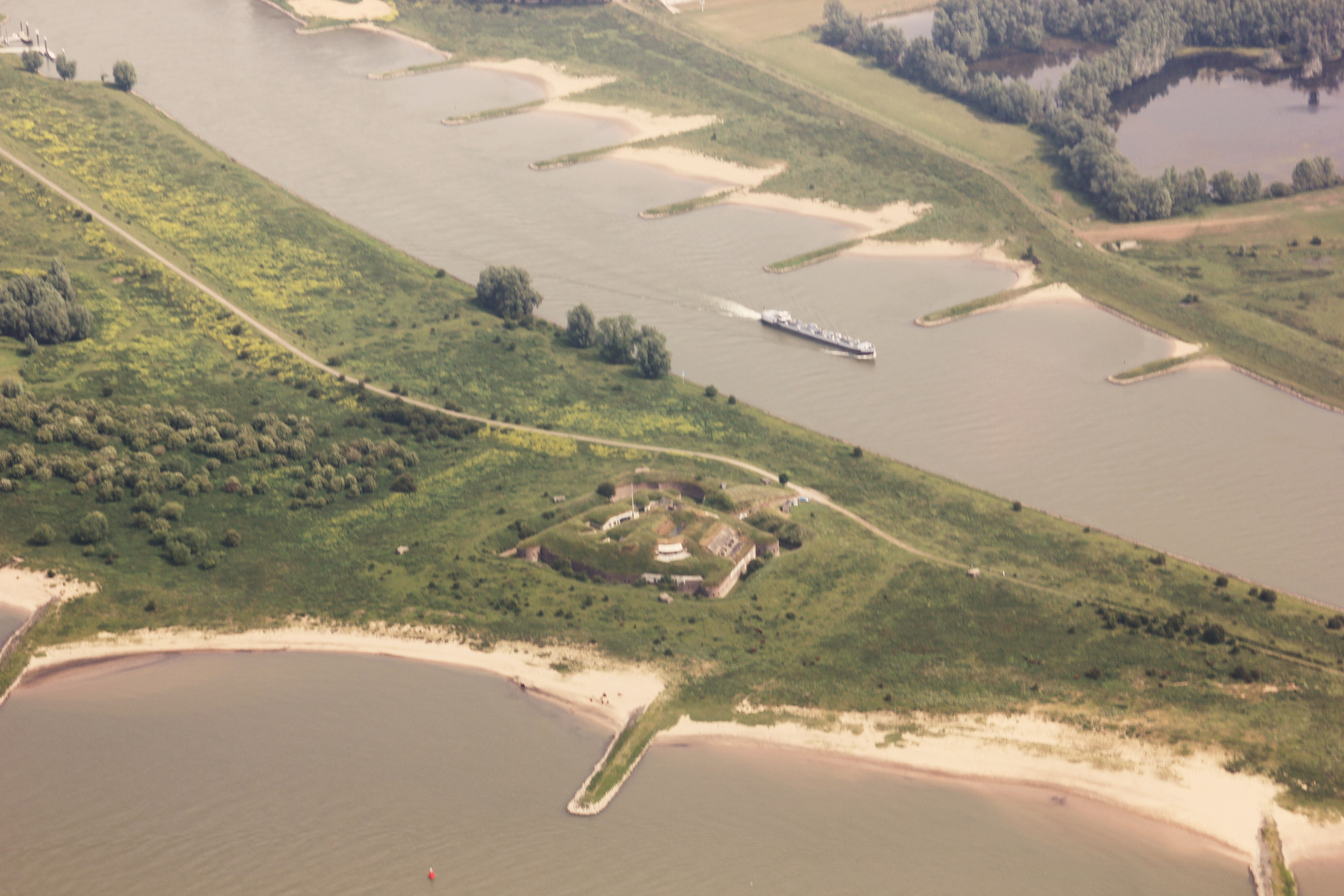
Fort Pannerden aus der Luft

## Anschließende Gewässer
Der unterhalb von Angeren folgende Abschnitt des Nederrijn wurde begradigt und ebenfalls zum Schifffahrtsweg ausgebaut. Damit bildet er den zweiten Teil des Pannerdens-Kanal, der bis vor Arnheim reicht. Dort liegt bei Westervoort der IJsselkop, ein weiterer Verzweigungspunkt im Delta. In einem Rechtsbogen wird ein Teilstrom in die IJssel geleitet, die das große Süßwasserreservoir IJsselmeer speist. Der Nederrijn strömt vom IJsselkop in Richtung Westen weiter und ändert bei Wijk bij Duurstede seinen Namen in Lek, da der Nederrijn als Kromme Rijn über Utrecht seinen alten Lauf fortsetzt.

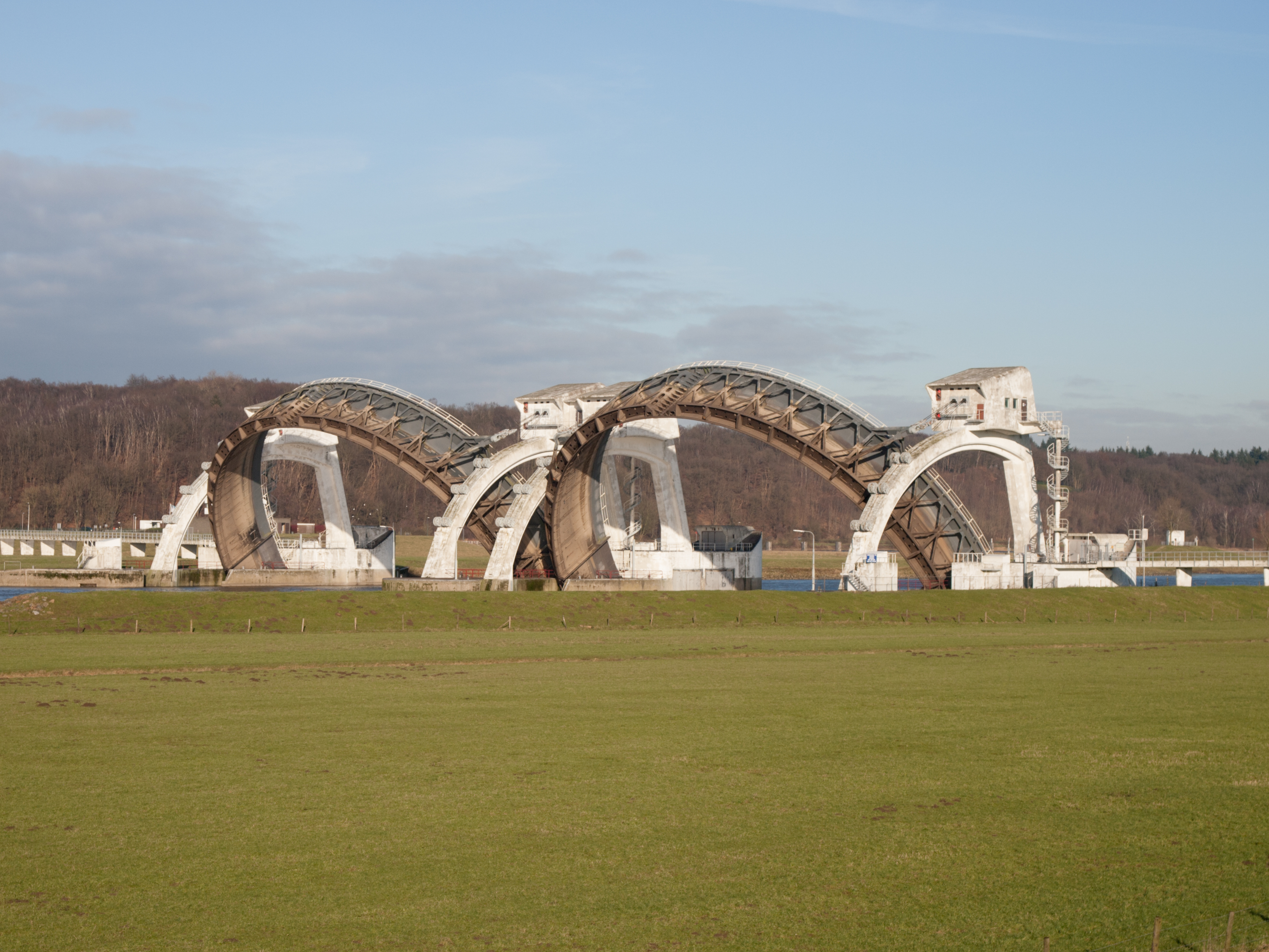
Wehr bei Driel

Die Aufteilung am IJsselkop war ebenfalls im Vertrag von 1771 mit dem Verhältnis zwei zu eins festgelegt worden. Danach erhält der Nederrijn 2/9 und die IJssel 1/9 der Wassermenge des Rheins. Zum Erhalt einer ausreichenden Wasserführung in der IJssel hat Rijkswaterstaat im Nederrijn bei Driel und Amerongen sowie im Lek bei Hagestein insgesamt drei Sperrwerke errichtet. Diese sind alle gleich aufgebaut und besitzen jeweils zwei große halbkreisförmige Sperrtore, die wie ein Helmvisier in den Fluss abgesenkt werden können. Bei geschlossenen Toren ermöglichen daneben liegende Schleusenanlagen der Schifffahrt die Weiterfahrt.
Gegenüber von Pannerden befindet sich am linken Kanalufer eine Ausleitungsstelle. Dort 'entspringt' der kleine Fluss Linge, der sich zwischen den beiden Flussarmen durch die Betuwe schlängelt und das Land entwässert. Sie unterquert bei der ehemaligen Hansestadt Tiel den wichtigen Schifffahrtsweg Amsterdam-Rhein-Kanal und mündet bei Gorinchem in die Waal bzw. die Merwede.

## Ergänzungsmaßnahmen zum Hochwasserschutz

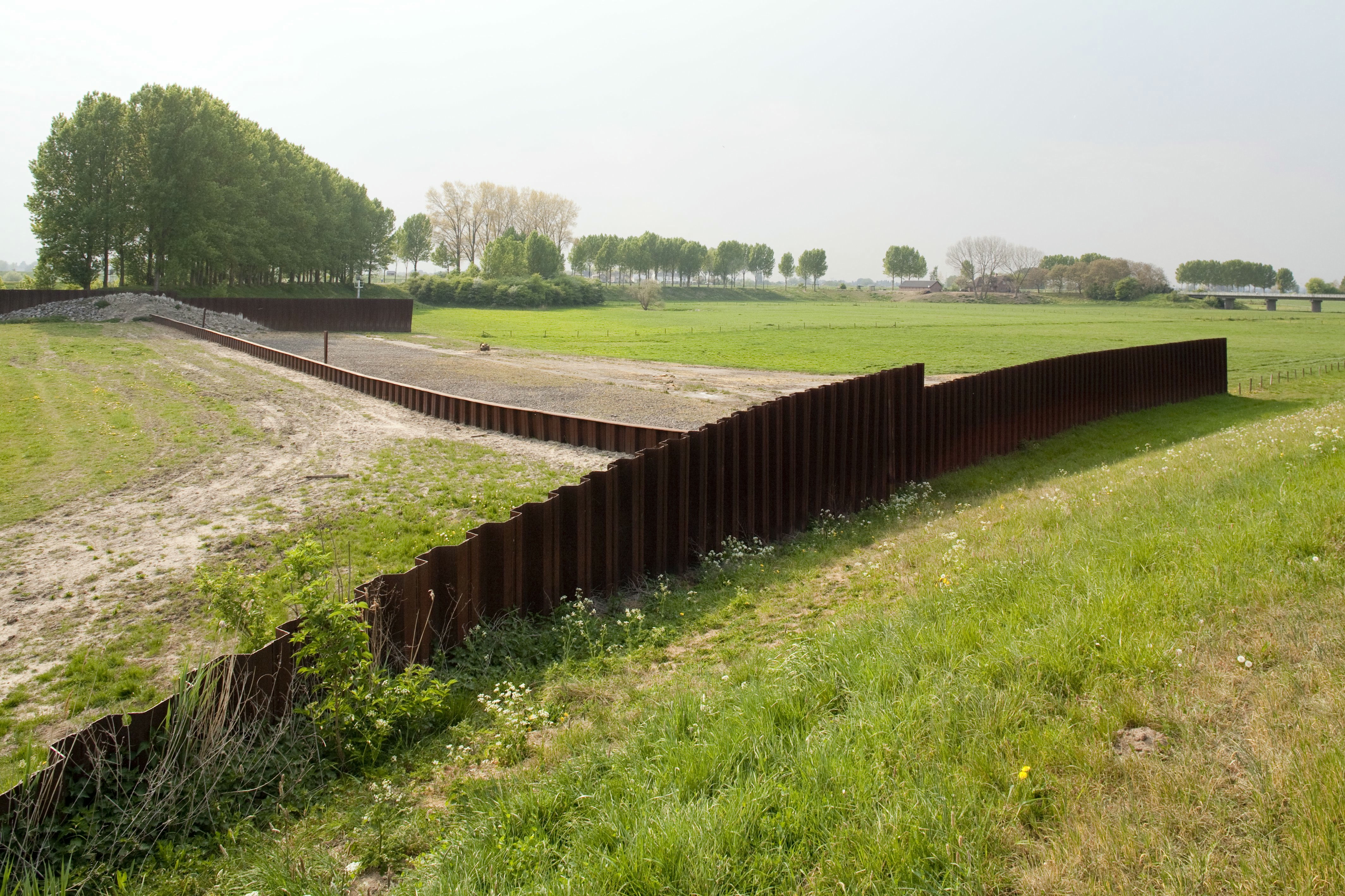
Hochwasserrinne

Ab den 1950er Jahren wurde der Hochwasserabfuhr durch den Pannerdens-Kanal mehr Aufmerksamkeit gewidmet. Auslöser waren die Überschwemmungen im Gebiet der Rijnstrangen bzw. des Oude Rijn, das zur Abfuhr von Hochwasser im Rhein ausgewiesen war. Der Überlauf im Deich bei Spijk (Spijkse Overlaat) sorgte für eine Absenkung der Hochwasserspitzen im Bereich des Boven-Rijn. Die Proteste der Anwohner führten zum Verschluss des Überlaufs. Zum Ausgleich und als Ersatz wurde das rechtsseitige Vorland am Pannerdens-Kanal zwischen Sommer- und Winterdeich zur Hochwasserrinne ausgebaut. Die störende Zufahrt zur Fähre über das Vorland konnte durch eine Brücke ersetzt werden. Oberhalb der Brücke errichtete Rijkswaterstaat die Pannerdense Overlaat, eine feste Schwelle von 100 Meter Beite, die das Hochwasser in das parallele Bett abführte.
Zur Verlängerung der Hochwasserrinne und Verbreiterung des Vorlandes wurde in den 1960er Jahren der Verlauf des Hauptstroms etwas weiter nach Westen verlegt. Seine Reste finden sich heute in dem drei Kilometer langen Groene Revier (dt.: Grüner Fluss) auf der rechten Seite.
Mit dem festen Überlauf war bei Hochwasser die vertragliche Abflussverteilung nicht sicher einzuhalten. Deshalb errichtete die Behörde 2014 anstelle der Overlaat eine verstellbare Wehrkonstruktion. Das Regelwerk genannte Bauwerk besitzt auf 175 Meter Breite 29 Öffnungen, in die Dammbalken eingebracht werden können. Diese gestatten eine Anpassung an veränderte Abflussbedingungen.
Als weitere Maßnahme sieht Rijkswaterstaat die Notwendigkeit den Wasserstand im Boven-Rijn bei Hochwasser weiter abzusenken, damit die Bewohner im Hinterland sicherer leben können. Dazu werden seit 2022 insgesamt 35 Buhnen im Pannerdens-Kanal um bis zu 1,5 Meter abgesenkt und das Ufer an fünf Stellen abgeflacht. Bei Erhalt einer ausreichenden Fahrwassertiefe für die Schifffahrt wird dadurch der Abfluss im Kanal verbessert. In Summe soll damit der Wasserstand im Hochwasserfall um fünf Zentimeter niedriger sein.

## Trivia

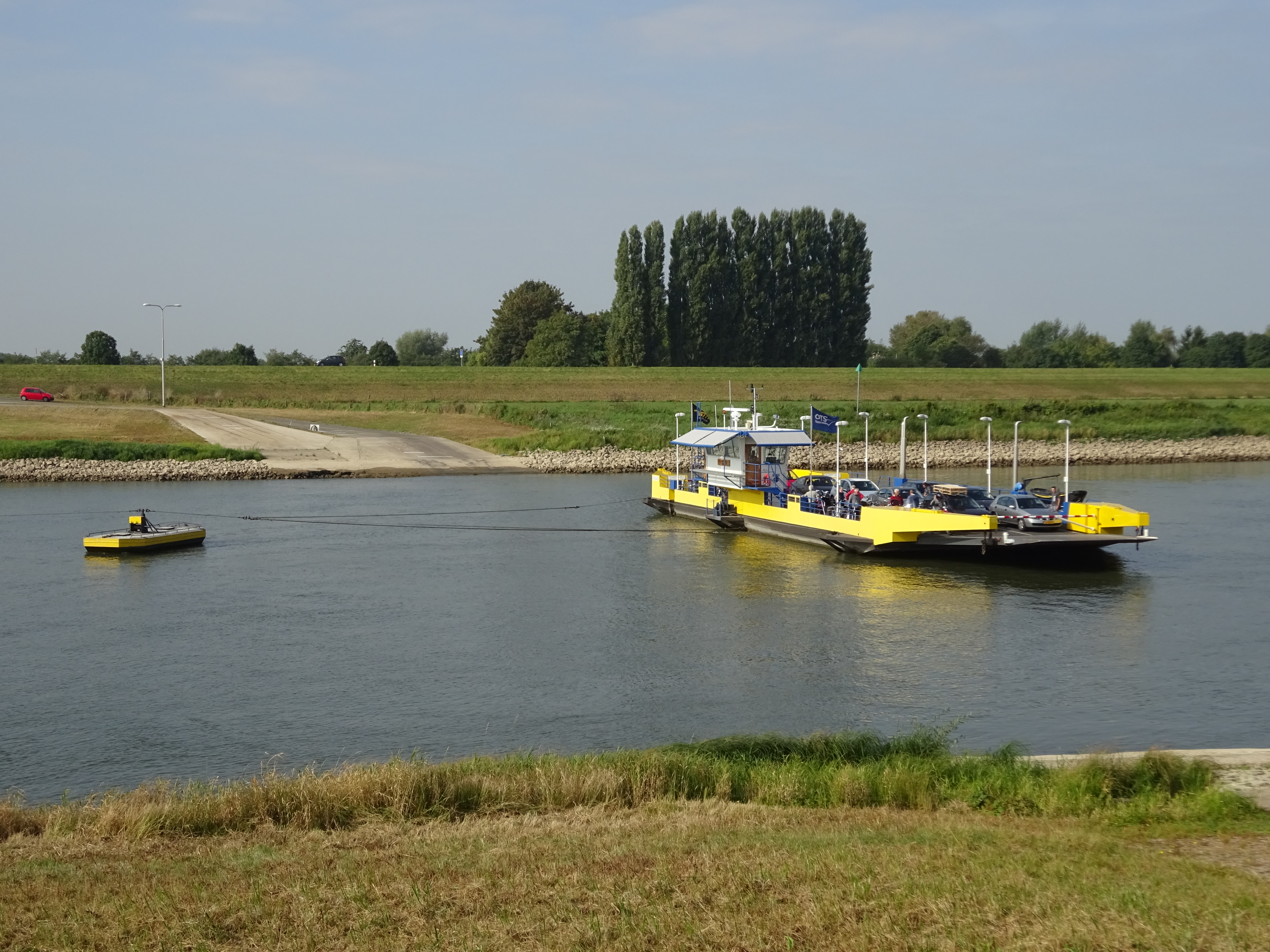
Kanal-Fähre zwischen Sterreschans und Pannerden.

- Rijkswaterstaat: Die heutige Behörde des niederländischen Ministeriums für Infrastruktur und Umwelt zum Bau und Unterhalt von Straßen und Wasserwegen war 1798 gegründet worden, um den Pannerdens-Kanal zu verwalten und zu unterhalten.
- Im Jahr 2007 wurde 300 Jahre Pannerdenschkanal gefeiert.
- Fähren: In der Liste der Rheinfähren  nicht aufgeführt ist die beide Kanalufer verbindende Gierseilfähre zwischen Sterreschans und Pannerden.
- Tunnel: Seit dem Bau der Betuweroute, der Eisenbahnstrecke zwischen dem Hafen Rotterdam und Deutschland, unterquert ein Tunnel bei Angeren den Kanal.
- Brücke: Die holländische A15 von Rotterdam nach Enschede wird den Kanal mit einer Brücke queren.[12]